# William Attaway
William „Bill“ Alexander Attaway (* 19. November 1911 in Greenville, Mississippi; † 17. Juni 1986 in Los Angeles, Kalifornien) war ein US-amerikanischer Komponist und Schriftsteller, der zu der von Richard Wright begründeten Wright-Schule afroamerikanischer Literatur gehörte und der insbesondere durch das von ihm und Lord Burgess getextete und von Harry Belafonte gesungene Calypso-Lied Banana Boat Song bekannt wurde.

## Leben
William Attaway absolvierte ein Studium an der University of Illinois, das er mit einem Bachelor of Arts (B.A.) abschloss. 1939 erschien zunächst sein erster Roman Let Me Breathe Thunder, dem bereits 1941 sein zweiter sowie zugleich letzter Roman Blood on the Forge folgte. In diesem Migrationsroman, der 1919 unter Stahlarbeitern in der Gegend von Pittsburgh spielte, verarbeitete er eigene Erlebnisse, da seine eigene Familie während seiner Kindheit Teil dieser Bevölkerungsverschiebung von Süd nach Nord war. Er schloss sich zu dieser Zeit neben Autoren wie Chester Himes, Ann Petry, Ralph Ellison, James Baldwin der von Richard Wright begründeten Wright-Schule afroamerikanischer Literatur an, die Texte des Sozialen Realismus zur amerikanischen Misere, Anklagen gegen Ausbeutung und Rassismus verfassten. Er war ab Anfang der 1950er als Drehbuchautor und Regisseur für Fernsehserien wie The Colgate Comedy Hour, General Electric Theater, Wide Wide World, ABC Stage 67 sowie Skag tätig.
Später war Attaway, der 1956 als Mitglied der American Society of Composers, Authors and Publishers (ASCAP) beitrat, als Komponist und Texter von zahlreichen Liedern tätig. Er wurde insbesondere durch das von ihm und Lord Burgess getextete und von Harry Belafonte gesungene Calypso-Lied Banana Boat Song bekannt. Zu weiteren bekannten Songs gehören Don’t Wanna Go Home, Heart’s A Mess, Jump Down, Spin Around, Mama Look a Boo Boo und Noah. 1967 erschien mit dem Buch Hear America singing eine Sammlung von Folksongs.
Attaway war vom 28. Dezember 1962 bis zu seinem Tode am 17. Juni 1986 mit der Sängerin Fran Scott Attaway verheiratet, die in erster Ehe mit dem Musiker Tony Scott verheiratet war, und Vater zweier Kinder. Seine ältere Schwester war die Schauspielerin Ruth Attaway, die unter anderem in Das Land des Regenbaums (1957), Porgy und Bess (1959) sowie Willkommen Mr. Chance (1979) mitspielte.

## Werke
- Let Me Breathe Thunder, 1939
- Blood on the forge, 1941
- Hear America singing, 1967